# Angelica Catalani

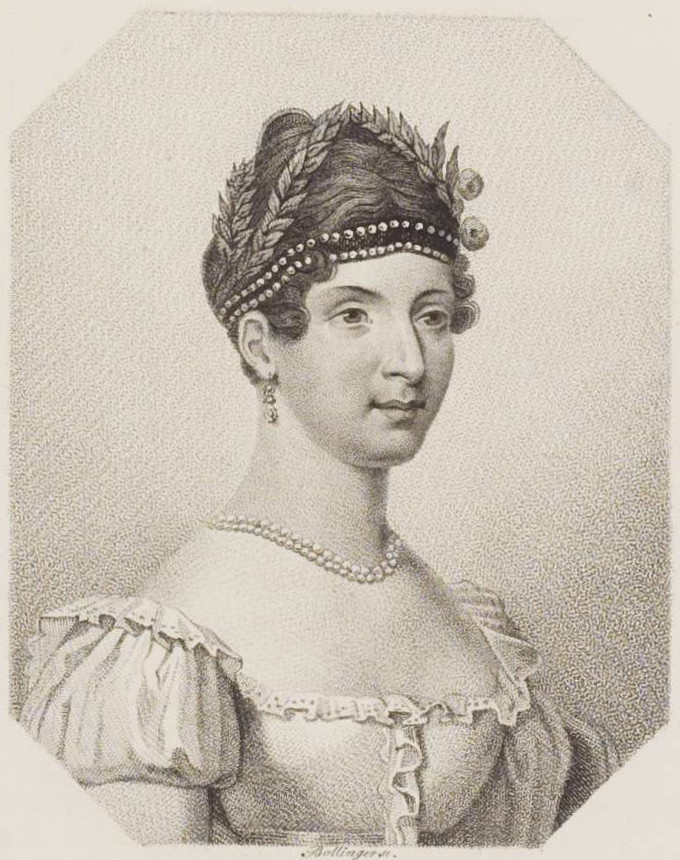
Angelica Catalani.

Angelica Catalani (1780 - 12 de junio de 1849) fue una famosa soprano italiana. Se la considera como la primera prima donna de carrera verdaderamente internacional.

## Orígenes
Nació en Sinigaglia el 10 de mayo de 1780 en el seno de una familia de comerciantes. Su padre se dedicaba a la venta de piedras preciosas y gracias a la posición económica de éste Angelica pudo recibir una buena educación en el convento de Santa Lucía, en Gubbio, donde su voz fue descubierta. Fue enviada luego a Florencia, en donde recibió lecciones del notable castrato Luigi Marchesi.

## Debut
Debutó en 1795 en La Fenice de Venecia con gran éxito y tras ello se presentó rápidamente por toda la península. Sus actuaciones en Roma y Nápoles confirmaron su posición como la mejor soprano de la época.
En 1801 aceptó un contrato por varios meses en Lisboa, en donde conoció a Paul Valabregue, un joven oficial adjunto al embajador francés en la capital portuguesa. A pesar de las objeciones de su familia y amigos, el matrimonio tuvo lugar en 1804. Valabregue supo manipular el talento y la fama de su esposa de manera tal que se hizo evidente ante todos menos ante la Catalani.

## Catalani y Napoleón
Entre mayo y septiembre de 1805 se presentó en París en una serie de conciertos que le dieron fama y dinero. El público parisino la amaba; incluso, Napoleón, al oírla, quedó prendado de su voz y le prometió 100.000 francos para que permaneciera en Francia. Sin embargo, la cantante odiaba y detestaba a Napoleón y se las arregló para desistir de la oferta parisina y a la vez aceptar un contrato en la capital inglesa. Sin embargo, antes de ir a Londres pasó por España actuando en Madrid los días 22 y 24 de marzo de 1806 en el Coliseo de los Caños del Peral tal como lo anuncia el Diario de Madrid del día 22: "Hoy Sábado á las 8 de la noche tendrá el honor de dar una Academia en el teatro de los Caños del Peral la célebre Cantatriz Madama Catalani, la que cantará 4 arias intermediadas de sinfonías".
Debutó en Londres el 13 de diciembre de 1806 en el King's Theatre como Semirámide en la ópera homónima de Portogallo. El éxito fenomenal que logró en la capital le proporcionó una enorme fortuna. La cantante además se convirtió en el símbolo de la oposición a Napoleón en la guerra entre Inglaterra y Francia cuando decidió incorporar "God Save the Queen" y "Rule Britannia" en su repertorio de conciertos.
En Londres no tuvo rivales durante 7 temporadas. En la capital londinense fue la primera intérprete de Susanna en Las Bodas de Fígaro de Mozart en 1812.
Regresó a París en 1815 durante el período de los Cien días en que Napoleón estuvo exiliado. A su regreso, la cantante dejó la capital francesa para irse de gira por las ciudades del norte de Alemania, Suecia y Rusia.
Luis XVIII premió su fidelidad a la Corona francesa durante la época napoleónica con un contrato por 160.000 francos y le entregó además la administración del Theatre Italien en París. Sin embargo, sus actuaciones fueron todo un fiasco financiero debido en parte al despilfarro de su marido.
Se retiró de la escena en 1819 pero siguió organizando giras por toda Europa. Sus últimas actuaciones datan de 1832.
El mismo año se estableció en Florencia, en donde fundó una escuela de canto para niñas. En 1849 dejó Italia huyendo del cólera que azotaba Florencia, sin embargo la enfermedad la alcanzó en París, en donde falleció el 12 de junio de 1849.

## Su voz y figura
La voz de la Catalani era admirada por su extensión, claridad, flexibilidad y volumen. Estas características la hacían ideal para el repertorio de bravura que la soprano dominaba como nadie. Era una cantante más instintiva que cultivada y si bien poseía una memoria asombrosa, leía música con dificultad. En escena fue siempre muy criticada por su carácter frío y sus movimientos torpes.
Su éxito fenomenal lo alcanzó gracias a sus actuaciones en las salas de concierto,  donde su voz podía lucirse sin la necesidad de una actuación escénica.
Los salarios altísimos que recibiera en Lisboa, Londres y París la convirtieron en la cantante mejor pagada de su época, por encima de los castrati más famosos del momento. Su triunfo tanto en su cuerda de soprano como por ser la primera mujer en ganar fama por encima de los castrati la convierten en un punto de referencia en la historia de la ópera.